# ファーブルトン

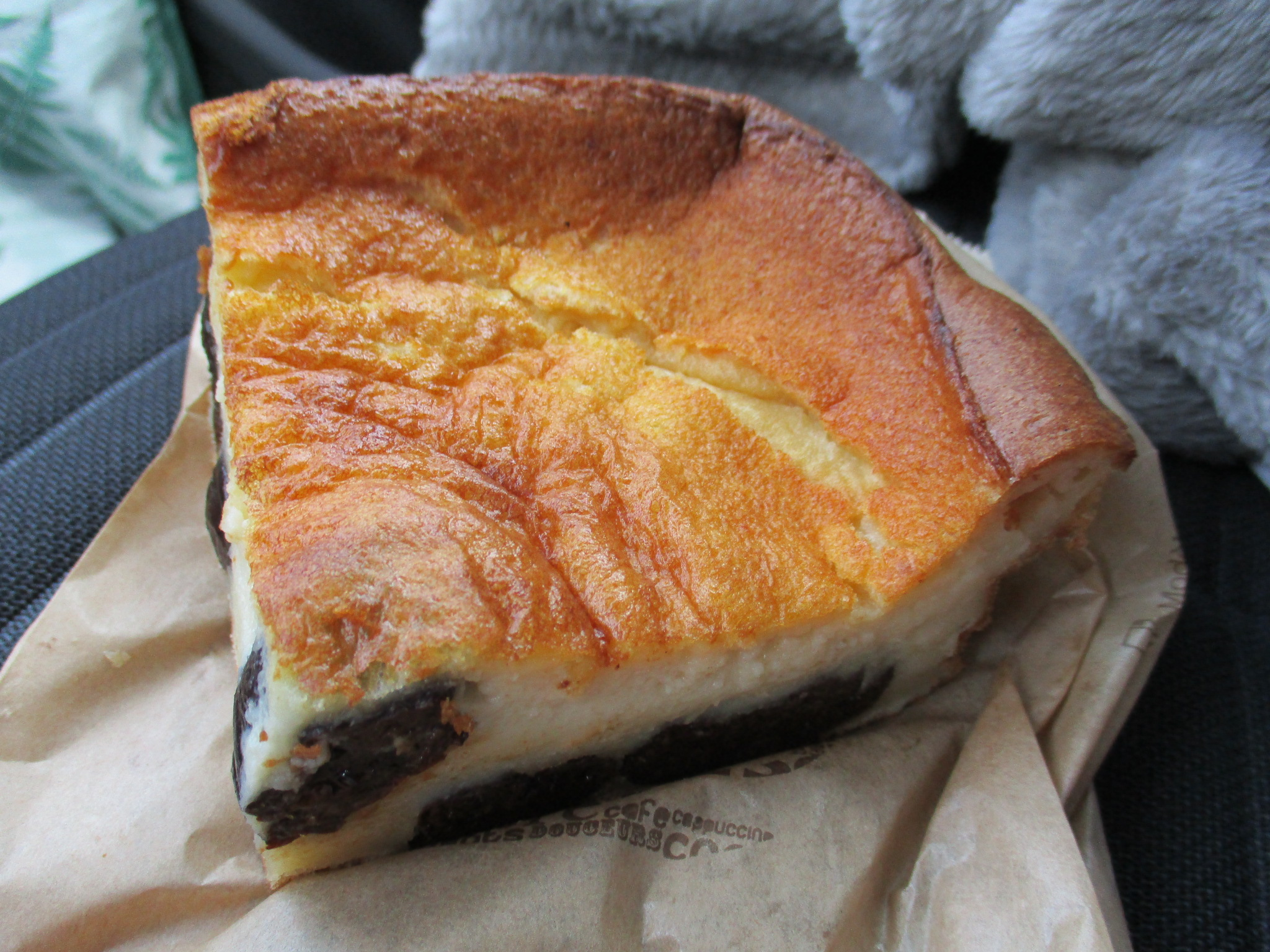
カットされたファーブルトン

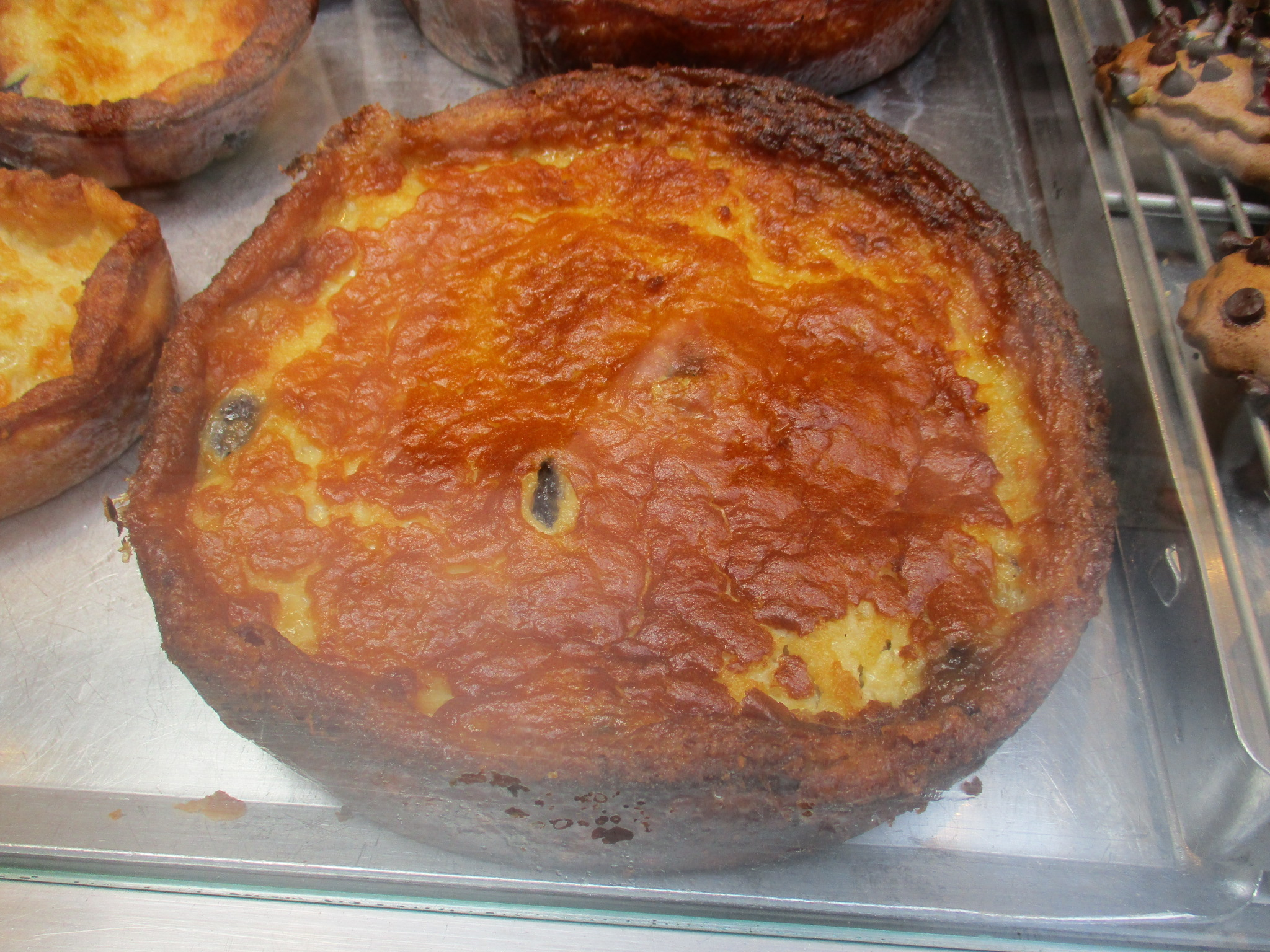
ファーブルトン

ファーブルトン（フランス語: far breton）は、フランス・ブルターニュ地方の伝統菓子。
「ファー（far）」は「牛乳で煮た粥」、「ブルトン（breton）」は「ブルターニュ風の」の意味。
使用される材料は、小麦粉、砂糖、牛乳、鶏卵、乾燥プルーン。材料を混ぜて型に入れて焼く。
同じくブルターニュ地方の名物であるクレープと変わらぬ材料であるため、フランス国外ではファーブルトンを「厚焼きクレープ」と説明されることもある。
伝統的に使用される果実はプルーンであるが、レーズンもよく使われており、リンゴやアプリコットのほか、季節に応じたフレッシュなモモやイチゴなども使用される。
2020年3月の『ぐるなびデータライブラリ』によるトレンド分析では、2021年度以降に日本で流行するという予測が出ていた。